# Пеганка-раджа
Пеганка-раджа (лат. Radjah radjah) — вид крупных водоплавающих птиц из семейства утиных, единственный в роде Раджа (Radjah).

## Описание
От других видов семейства отличается белой головой и узкой черной перевязью, которая проходит через всю грудь. Другие отличительные признаки — относительно длинные ноги, расположенные ближе к переду, прямая походка и короткий клюв. Лапы бледно-розовые, обесцвеченные.
Корм добывают на воде и на суше, питаются небольшими прибрежными животными — ракообразными, улитками и т. п., а также вегетативными частями растений.

## Классификация
Международный союз орнитологов выделяет два подвида, различающихся в том числе ареалом:
- Radjah radjah radjah (Garnot & R. Lesson, 1828) — Молуккские острова, Новая Гвинея
- Radjah radjah rufitergum (Hartert, 1905) — север и запад Австралии